# Cesarodúnum
Cesarodúnum era la ciutat principal dels gals túrons de la regió del Loira. És l'actual Tours.
Juli Cèsar parla dels túrons, però no menciona cap ciutat. En parla per primer cop Claudi Ptolemeu (Καισαρόδουνον), i amb el mateix nom apareix a la Taula de Peutinger. A la Notitia provinciarum et civitatum Galliae se l'anomena Gallia Civitas Turonorum, d'on prové el nom de Tours. No en queden restes amb l'excepció d'uns fragments de les muralles.